# ماوند (لوئیزیانا)
ماوند (به انگلیسی: Mound) شهری در ایالت لوئیزیانا کشور ایالات متحده آمریکا است که جمعیت آن در سرشماری سال ۲۰۱۰ میلادی، ۱۹ نفر بوده‌است.